# Earl Monroe
Vernon Earl Monroe (pron. ˈvəːnən əːl mənˈrou; Filadelfia, 21 novembre 1944) è un ex cestista statunitense, professionista nella NBA. Era soprannominato dai tifosi dei Knicks “The Black Jesus”.

## Carriera

### I primi anni
Earl Monroe nasce e cresce a Filadelfia. La sua infanzia non è certo delle più facili, immersa com'è nella dura realtà del quartiere di South Philadelphia. 
Da bambino, Earl sembra più interessato al football ed al baseball che al basket, ma all'età di 14 anni cresce improvvisamente di statura, superando i 190 cm ed iniziando così ad attirare l'attenzione di molti allenatori scolastici di basket.
In pochi anni Monroe sviluppa dei movimenti notevoli, fatti di continue finte, cambi di passo e sospensioni aeree, divenendo notissimo in città. Addirittura, per la sua capacità di inventare dei movimenti durante il gioco, i suoi compagni di scuola alla John Bartram H.S. lo soprannominano Thomas Edison. Un altro soprannome, assegnatogli dalla stampa americana, era quello di Black Jesus (Gesù nero).
Successivamente, Monroe conquista una fama sempre maggiore giocando a basket per Winston-Salem State University, un piccolo college di Division II di Winston-Salem, Carolina del Nord, tradizionalmente frequentato da ragazzi afroamericani. Al college, il giovane Earl incontra coach Clarence Gaines, che ne intuisce e affina le doti di grande realizzatore. Dopo un apprendistato durante il primo anno da matricola (7,1 punti a partita), le percentuali realizzative di Monroe crescono a dismisura (23,2 e 29,8, rispettivamente il secondo e terzo anno). Nel 1967, nell'ultimo anno da senior, Monroe tiene una media di 41,5 punti a partita, ottiene il riconoscimento come giocatore dell'anno e conduce i Rams fino al titolo della Division II della NCAA.
Un giornalista sportivo locale, impressionato dalle gesta in campo di Monroe, scrive in un articolo la frase "Earl's Pearls" per descrivere tutti i modi in cui Monroe riusciva a segnare. Era nato un mito, Earl "The Pearl" Monroe.

### Baltimore Bullets
Nel 1967, Monroe viene chiamato come seconda scelta assoluta al primo giro del draft NBA dai Baltimore Bullets (oggi Washington Wizards). Nel suo primo anno da professionista, e nonostante i Bullets non siano una squadra di grande qualità, Earl vince il titolo di matricola dell'anno, in una stagione in cui fu anche capace di segnare 56 punti in una partita contro i Los Angeles Lakers, il terzo più alto punteggio mai realizzato da un rookie nella storia della NBA.
Le sorti del team hanno una svolta quando la dirigenza dei Bullets riesce a costruire attorno a Monroe una squadra più competitiva, in cui spicca l'All-Star Wes Unseld. Nelle tre stagioni successive Monroe tiene una media, rispettivamente, di 25,8, 23,4 e 21,4 punti a partita, guidando in modo spettacolare l'attacco "run and gun" dei Bullets e riuscendo a portare per tre anni consecutivamente la franchigia ai playoff.
Monroe ottiene in questi anni gli unici riconoscimenti individuali della sua carriere NBA: nel 1969 viene chiamato a partecipare all'All-Star Game, dove segna 21 punti. Al termine della stessa stagione, nonostante la bruciante eliminazione della sua squadra ai playoff patita dai New York Knicks, Monroe viene inserito nel primo quintetto NBA.
Anche l'anno successivo Monroe e i Bullets vengono eliminati, sia pure al termine di una serie molto combattuta, dai New York Knicks.
Nel 1971, Monroe ed i Baltimore Bullets ottengono la loro rivincita ed eliminano i Knicks ai play-off, vincendo il titolo della Eastern Conference al termine di una serie appassionante ed equilibrata e aggiudicandosi il diritto a sfidare in finale per il titolo NBA i Milwaukee Bucks di Lew Alcindor, MVP stagionale, e in seguito meglio conosciuto come Kareem Abdul-Jabbar, e di "Big O", Oscar Robertson, il primo giocatore ad aver concluso la stagione con una tripla doppia di media per punti, assist e rimbalzi (1962); dopo di lui, l'unico giocatore che è riuscito a concludere la stagione con una tripla doppia di media è stato Russell Westbrook (2017). L'ostacolo si rivela troppo arduo per i Bullets che vengono spazzati via dai Milwaukee Bucks che si aggiudicano il titolo in sole quattro partite, nonostante gli sforzi di Monroe nel tentativo di riequilibrare la serie. A Monroe rimane come unica consolazione stagionale la seconda partecipazione all'All-Star Game.

### New York Knicks
Nel novembre del 1971 si concretizza uno scambio di giocatori tra i Bullets ed i Knicks, due franchigie che hanno dato luogo in quegli anni a una delle rivalità più accese della Eastern Conference nella NBA. In cambio di Mike Riordan, Dave Stallworth e un conguaglio in denaro, ai New York Knicks arriva proprio Earl Monroe.
Ai Knicks, la squadra del suo rivale Walt Frazier, con cui negli anni precedenti aveva dato vita a duelli epici, Monroe giunge come una vera e propria star, con la fama di giocatore pressoché immarcabile nel gioco uno contro uno, ma anche poco avvezzo a uniformarsi alle logiche di un gioco di squadra. Non sono poche le perplessità della stampa specializzata sull'effettiva utilità di questo acquisto da parte dei Knicks. A dispetto dello scetticismo generale, Earl si cala nella nuova realtà di squadra con umiltà, senza pretendere la stessa ribalta cui era abituato quando giocava a Baltimora e apprendendo in breve tempo i concetti di grande applicazione difensiva e circolazione della palla su cui poggiavano i trionfi dei Knicks di quegli anni. Di conseguenza, la sua media realizzativa scese parecchio (11,9 punti a partita nel 1972), ma i risultati di questi sacrifici personali di Monroe in nome del collettivo non si fecero attendere. Infatti, dopo una prima stagione travagliata a causa anche di diversi infortuni e la beffa di un altro titolo NBA svanito sul più bello, in finale, per mano dei Los Angeles Lakers, l'anno successivo Monroe si aggiudica l'anello di campione NBA, dopo una finale giocata ancora contro i gialloviola californiani.
Gli anni seguenti, con il ritiro di alcuni giocatori simbolo dei Knicks, come Willis Reed, Jerry Lucas e Dave DeBusschere, Monroe torna a essere maggiormente coinvolto nei giochi d'attacco e le sue medie risalgono sopra i 20 punti per partita. Tuttavia, New York non è più la stessa squadra dominatrice della prima metà degli anni settanta e, nonostante alcuni grandi acquisti, i Knicks non riusciranno più ad arrivare ai livelli passati e finiranno, dopo l'abbandono anche di Walt Frazier e di Bill Bradley, in un'aura di mediocrità.
In ogni caso, anche nella seconda metà degli anni settanta Monroe continua ad avere delle ottime stagioni, coronate nel 1975 e nel 1977 da altre due chiamate a partecipare all'All-Star Game. 
Earl Monroe si ritira nel 1980, a 36 anni. I New York Knicks, a testimonianza della grandezza di Earl "The Pearl" Monroe e della traccia indelebile da lui lasciata nella storia del gioco, hanno ritirato la sua casacca numero 15 nel 1986.

## Le cifre
Le statistiche di Earl Monroe a fine carriera NBA sono le seguenti: 2.796 rimbalzi, 3.594 assist, 17.454 punti in 926 partite disputate (media di 18,8 punti per partita).

## Statistiche
| † | Denota una stagione in cui ha vinto il titolo NBA |
| * | Primo nella lega                                  |

### NBA

#### Regular Season
| Anno       | Squadra           | PG  | PT | MP   | TC%  | 3P% | TL%  | RP  | AP  | PRP | SP  | PP   |
| ---------- | ----------------- | --- | -- | ---- | ---- | --- | ---- | --- | --- | --- | --- | ---- |
| 1967-1968  | Baltimore Bullets | 82  | -  | 36,7 | 45,3 | -   | 78,1 | 5,7 | 4,3 | -   | -   | 24,3 |
| 1968-1969  | Baltimore Bullets | 80  | -  | 38,4 | 44,0 | -   | 76,8 | 3,5 | 4,9 | -   | -   | 25,8 |
| 1969-1970  | Baltimore Bullets | 82  | -  | 37,2 | 44,6 | -   | 83,0 | 3,1 | 4,9 | -   | -   | 23,4 |
| 1970-1971  | Baltimore Bullets | 81  | -  | 35,1 | 44,2 | -   | 80,2 | 2,6 | 4,4 | -   | -   | 21,4 |
| 1971-1972  | Baltimore Bullets | 3   | -  | 34,3 | 40,6 | -   | 72,2 | 2,7 | 3,3 | -   | -   | 21,7 |
| 1971-1972  | N.Y. Knicks       | 60  | -  | 20,6 | 43,6 | -   | 78,6 | 1,5 | 2,2 | -   | -   | 11,4 |
| 1972-1973† | N.Y. Knicks       | 75  | -  | 31,6 | 48,8 | -   | 82,2 | 3,3 | 3,8 | -   | -   | 15,5 |
| 1973-1974  | N.Y. Knicks       | 41  | -  | 29,1 | 46,8 | -   | 82,3 | 3,0 | 2,7 | 0,8 | 0,5 | 14,0 |
| 1974-1975  | N.Y. Knicks       | 78  | -  | 36,1 | 45,7 | -   | 82,7 | 4,2 | 3,5 | 1,4 | 0,4 | 20,9 |
| 1975-1976  | N.Y. Knicks       | 76  | -  | 38,0 | 47,8 | -   | 78,7 | 3,6 | 4,0 | 1,5 | 0,3 | 20,7 |
| 1976-1977  | N.Y. Knicks       | 77  | -  | 34,5 | 51,7 | -   | 83,9 | 2,9 | 4,8 | 1,2 | 0,3 | 19,9 |
| 1977-1978  | N.Y. Knicks       | 76  | -  | 31,2 | 49,5 | -   | 83,2 | 2,4 | 4,8 | 0,8 | 0,3 | 17,8 |
| 1978-1979  | N.Y. Knicks       | 64  | -  | 21,8 | 47,1 | -   | 83,8 | 1,2 | 3,0 | 0,8 | 0,1 | 12,3 |
| 1979-1980  | N.Y. Knicks       | 51  | -  | 12,4 | 45,7 | -   | 87,5 | 0,7 | 1,3 | 0,4 | 0,1 | 7,4  |
| Carriera   | Carriera          | 926 | -  | 32,0 | 46,4 | -   | 80,7 | 3,0 | 3,9 | 1,0 | 0,3 | 18,8 |

#### Playoffs
| Anno     | Squadra           | PG  | PT | MP   | TC%  | 3P% | TL%  | RP  | AP  | PRP | SP  | PP   |
| -------- | ----------------- | --- | -- | ---- | ---- | --- | ---- | --- | --- | --- | --- | ---- |
| 1969     | Baltimore Bullets | 4   | -  | 42,8 | 38,6 | -   | 80,6 | 5,3 | 4,0 | -   | -   | 28,3 |
| 1970     | Baltimore Bullets | 7   | -  | 42,7 | 48,1 | -   | 80,0 | 3,3 | 4,0 | -   | -   | 28,0 |
| 1971     | Baltimore Bullets | 18* | -  | 37,3 | 40,7 | -   | 79,3 | 3,6 | 4,1 | -   | -   | 22,1 |
| 1972     | N.Y. Knicks       | 16* | -  | 26,8 | 41,1 | -   | 78,9 | 2,8 | 2,9 | -   | -   | 12,3 |
| 1973†    | N.Y. Knicks       | 16  | -  | 31,5 | 52,6 | -   | 75,0 | 3,2 | 3,2 | -   | -   | 16,1 |
| 1974     | N.Y. Knicks       | 12  | -  | 33,9 | 49,1 | -   | 85,5 | 4,0 | 2,1 | 0,7 | 0,8 | 17,4 |
| 1975     | N.Y. Knicks       | 3   | -  | 29,7 | 26,7 | -   | 81,8 | 3,0 | 2,0 | 1,3 | 0,7 | 14,0 |
| 1978     | N.Y. Knicks       | 6   | -  | 24,2 | 38,7 | -   | 61,1 | 0,8 | 2,8 | 1,0 | 0,0 | 9,8  |
| Carriera | Carriera          | 82  | -  | 33,1 | 43,9 | -   | 79,1 | 3,2 | 3,2 | 0,9 | 0,5 | 17,9 |

## Palmarès
- Campionato NBA: 1

New York Knicks: 1973
- Membro del Primo Quintetto NBA (1969);
- NBA Rookie dell'anno (1968);
- NBA All-Rookie Team (1968);
- Quattro volte convocato all'NBA All-Star Game (1969, 1971, 1975, 1977);
- La sua maglia numero 15 è stata ritirata dai New York Knicks (1986);
- Inserito tra i 50 migliori giocatori del cinquantenario della NBA (1996)
- Inserito nel NBA 75th Anniversary Team
- Introdotto nella Basketball Hall of Fame (1990)
- La sua maglia numero 10 è stata ritirata dai Washington Wizards, precedentemente Baltimore Bullets (2007).

## Influenza culturale
- Nel film He Got Game (1998) di Spike Lee (tifoso dei New York Knicks), il personaggio di Jake Shuttlesworth spiega al figlio Jesus che il suo nome ha preso ispirazione da uno dei soprannomi di Earl Monroe: "Black Jesus".

- Il giornalista Federico Buffa gli ha dedicò il titolo del suo libro Black Jesus, viaggio nel basket americano in 23+1 fermate (1999).